# Trichilia tomentosa
Trichilia tomentosa är en tvåhjärtbladig växtart som beskrevs av Carl Sigismund Kunth. Trichilia tomentosa ingår i släktet Trichilia och familjen Meliaceae. Inga underarter finns listade i Catalogue of Life.